# Tòa án địa phương (Đài Loan)
Theo pháp luật Đài Loan (Trung Hoa Dân Quốc), Tòa án địa phương (tiếng Anh: District Courts) là những tòa án sơ thẩm thông thường và có thẩm quyền chung.

## Danh sách
Hiện nay, có 22 Tòa án địa phương Đài Loan
| Chương Hóa | 臺灣彰化地方法院 | Liên Giang | 福建連江地方法院 | Đài Nam     | 臺灣臺南地方法院 |
| Gia Nghĩa  | 臺灣嘉義地方法院 | Miêu Lật   | 臺灣苗栗地方法院 | Đài Bắc     | 臺灣臺北地方法院 |
| Kiều Đầu   | 臺灣橋頭地方法院 | Nam Đầu    | 臺灣南投地方法院 | Đài Đông    | 臺灣臺東地方法院 |
| Trân Trúc  | 臺灣新竹地方法院 | Tân Bắc    | 臺灣新北地方法院 | Thái Nguyên | 臺灣桃園地方法院 |
| Hoa Liên   | 臺灣花蓮地方法院 | Bành Hồ    | 臺灣澎湖地方法院 | Nghi Lan    | 臺灣宜蘭地方法院 |
| Cao Hùng   | 臺灣高雄地方法院 | Bình Đông  | 臺灣屏東地方法院 | Văn Lâm     | 臺灣雲林地方法院 |
| Cơ Long    | 臺灣基隆地方法院 | Sĩ Lâm     | 臺灣士林地方法院 |             |                  |
| Kim Môn    | 福建金門地方法院 | Đài Trung  | 臺灣臺中地方法院 |             |                  |

## Tổ chức
Mỗi Toà án địa phương có thể thành lập thủ tục rút gọn tùy theo vụ việc cụ thể, để xét xử các vụ án phù hợp với phán quyết rút gọn và vụ kiện nhỏ. Thủ tục rút gọn dân sự là đối với những trường hợp có số tiền tranh chấp không quá 500.000 đô la Đài Loan mới và đối với tranh chấp pháp lý đơn giản. Các trường hợp khiếu nại nhỏ là các trường hợp yêu cầu thanh toán dưới 100.000 đô la Đài Loan. Hiện nay có tổng cộng 45 đoàn luật sư ở Đài Loan. Ngoài ra, có Tòa án vị thành niên ở Cao Hùng, Đài Loan được thành lập theo luật quy định việc giải quyết các vụ án vị thành niên.
Mỗi Toà án địa phương có các tiểu tòa dân sự, tội phạm, tóm tắt và có thể thành lập các tiểu tòa chuyên trách để xử lý các vụ án liên quan đến người chưa thành niên, gia đình, giao thông và lao động, cũng như các đề xuất để giải quyết các quy định về vi phạm Điều lệ duy trì trật tự xã hội. Mỗi tiểu tòa có một Thẩm phán trưởng để giám sát và phân công việc của tiểu tòa. Mỗi Toà án địa phương có Văn phòng Bảo vệ Công cộng và Văn phòng Quản chế.

## Thẩm phán
Các vụ án hình sự được quyết định bởi một ban gồm ba thẩm phán  Hội đồng gồm ba thẩm phán được thành lập trong trường hợp có vụ án lớn theo các thủ tục tố tụng thông thường cũng như khi có khiếu nại về các vụ kiện theo thủ tục rút gọn. Chỉ có một thẩm phán duy nhất nghe và quyết định các vụ án trong các thủ tục thông thường và tóm tắt cũng như các vụ kiện nhỏ. Tòa án vị thành niên phán quyết và quyết định những trường hợp liên quan đến người chưa thành niên.

## Quyền hạn
Các Tòa án địa phương có thẩm quyền đối với các trường hợp sau:
Các vụ án dân sự, hình sự thông thường hoặc rút gọn cũng như các vụ kiện nhỏ dân sự như toà án cấp sơ thẩm;
Khiếu nại dân sự và hình sự hoặc kháng cáo tạm thời trước các quyết định của các đơn vị tóm tắt;
Các vấn đề vị thành niên;
Các vấn đề gia đình;
Trường hợp giao thông;
Các vụ án dân sự bắt buộc thi hành;
Các vấn đề không gây tranh cãi;
Văn bản bảo hộ dân sự;
Phục hồi người phạm tội;
Tranh chấp về quản lý lao động;
Bầu cử và nhớ lại;
Vi phạm Điều lệ duy trì trật tự xã hội;
Các trường hợp khác theo quy định của pháp luật.

## Tranh chấp
Vào ngày 31 tháng 3 năm 2017, lần đầu tiên Toà án Đài Bắc đã hủy bỏ một quyết định sơ thẩm, tòa án định nghĩa khái niệm "bất tuân dân sự" và xác định động cơ, mục đích của hành động phản đối, liên quan đến công vụ. Họ nói rằng những người của phong trào Hoa mặt trời (gồm Hoàng Quốc Xương, Lâm Phi Phàm, Trần Vĩ Đình, và những người có liên quan) đều vô tội.

## Thư viện ảnh

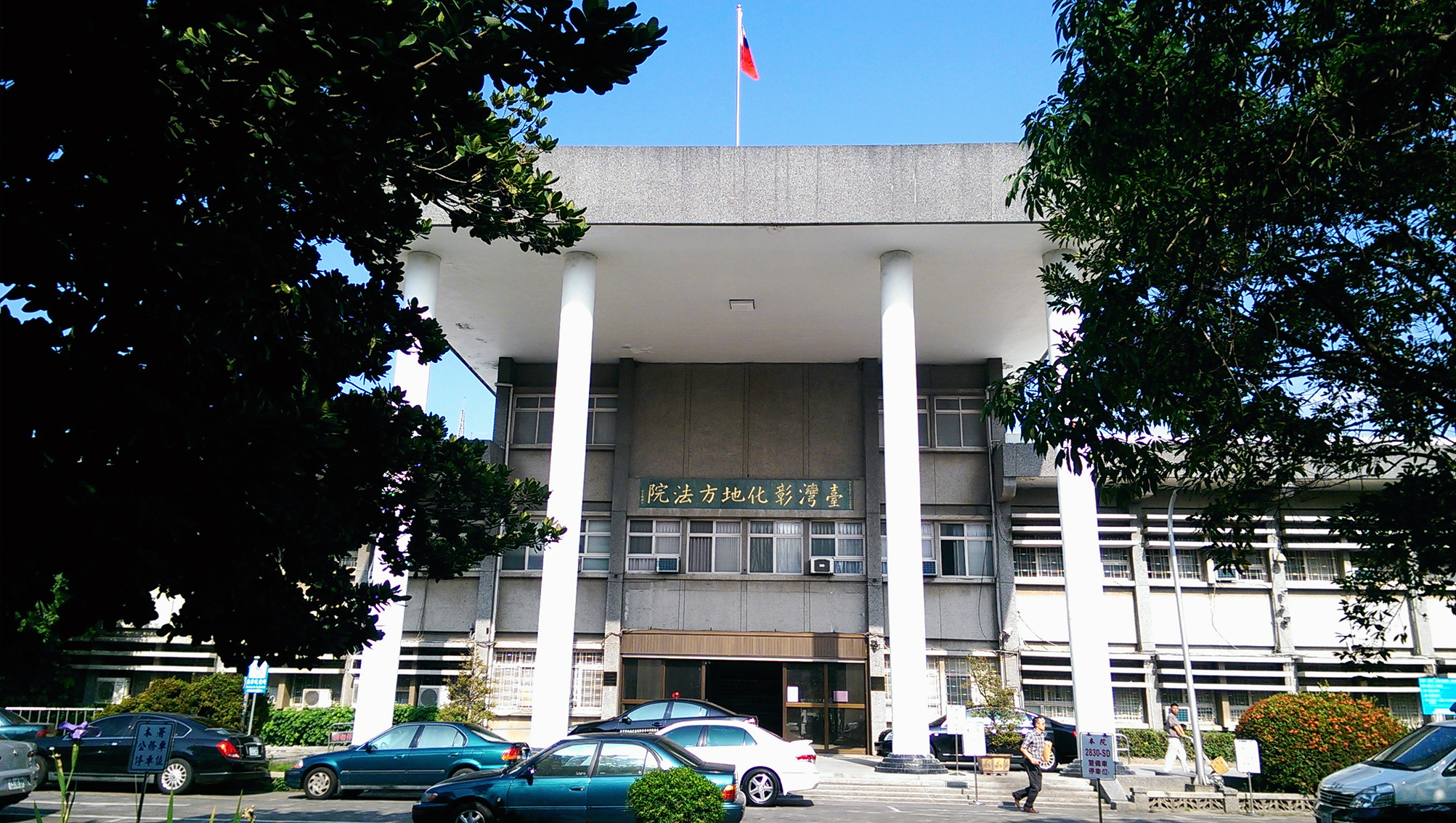
Tòa án Chương Hóa, Đài Loan
Tòa án Gia Nghĩa, Đài Loan
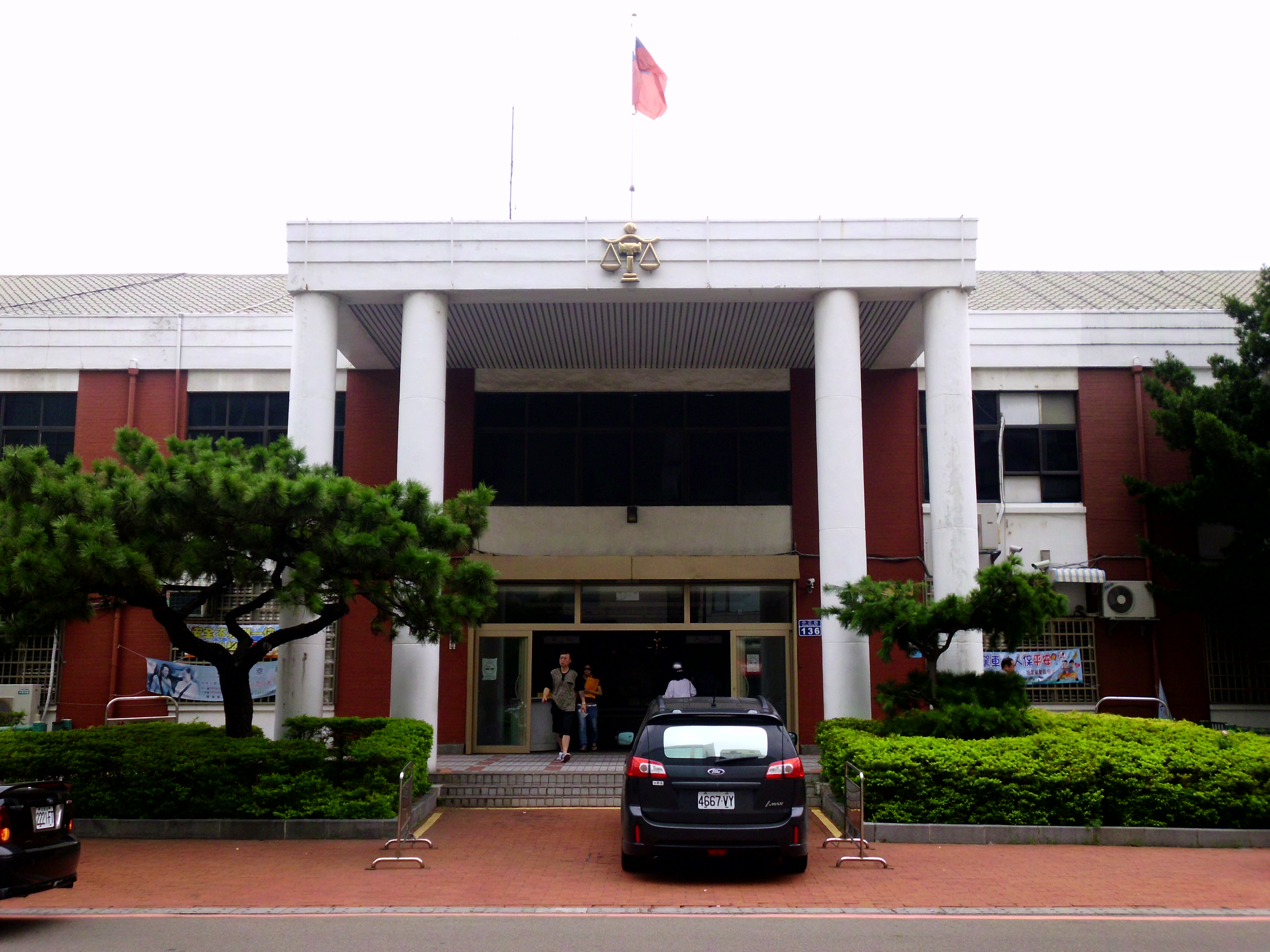
Tòa án Tân Trúc, Đài Loan
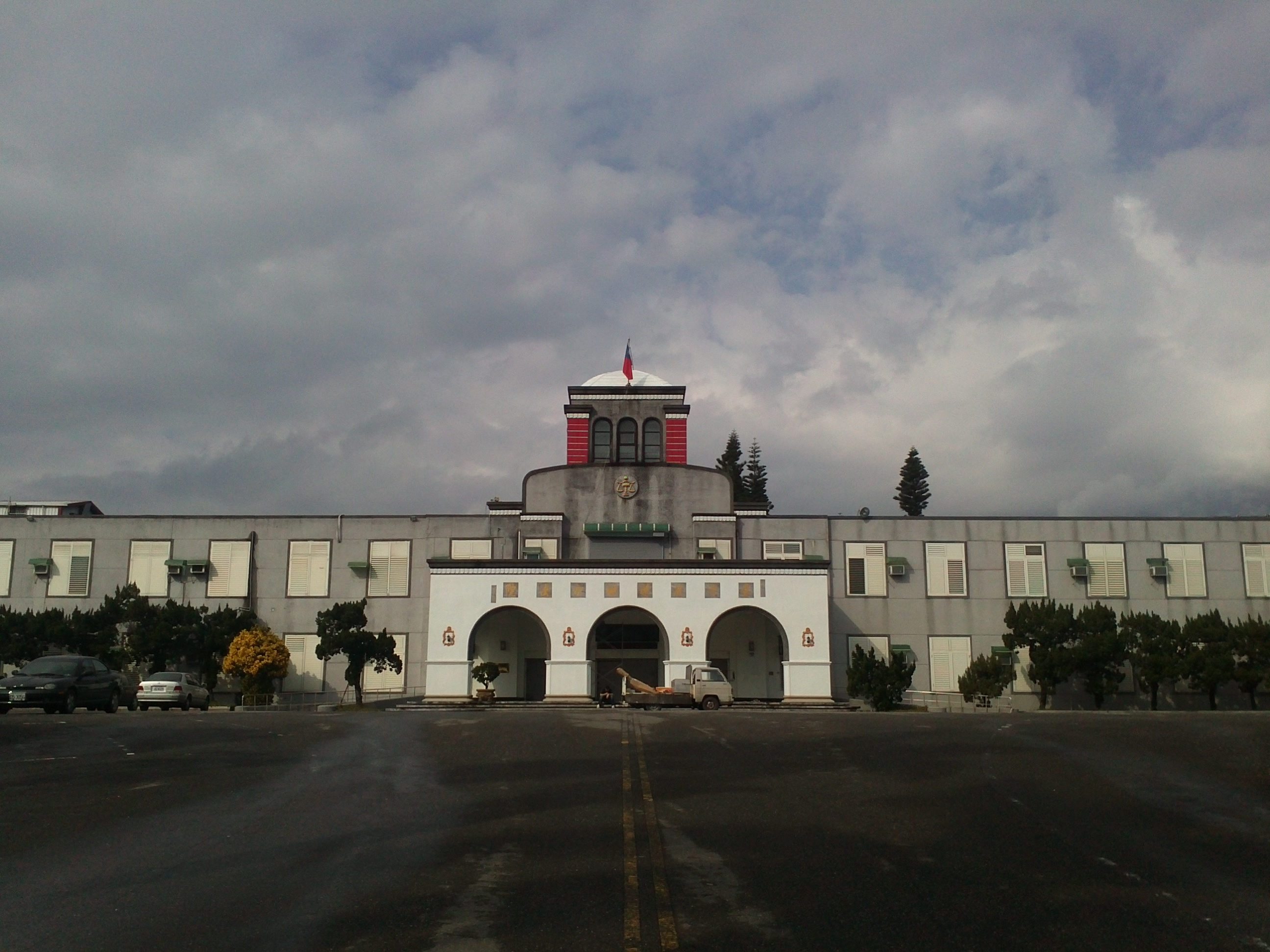
Tòa án Hoa Liên, Đài Loan
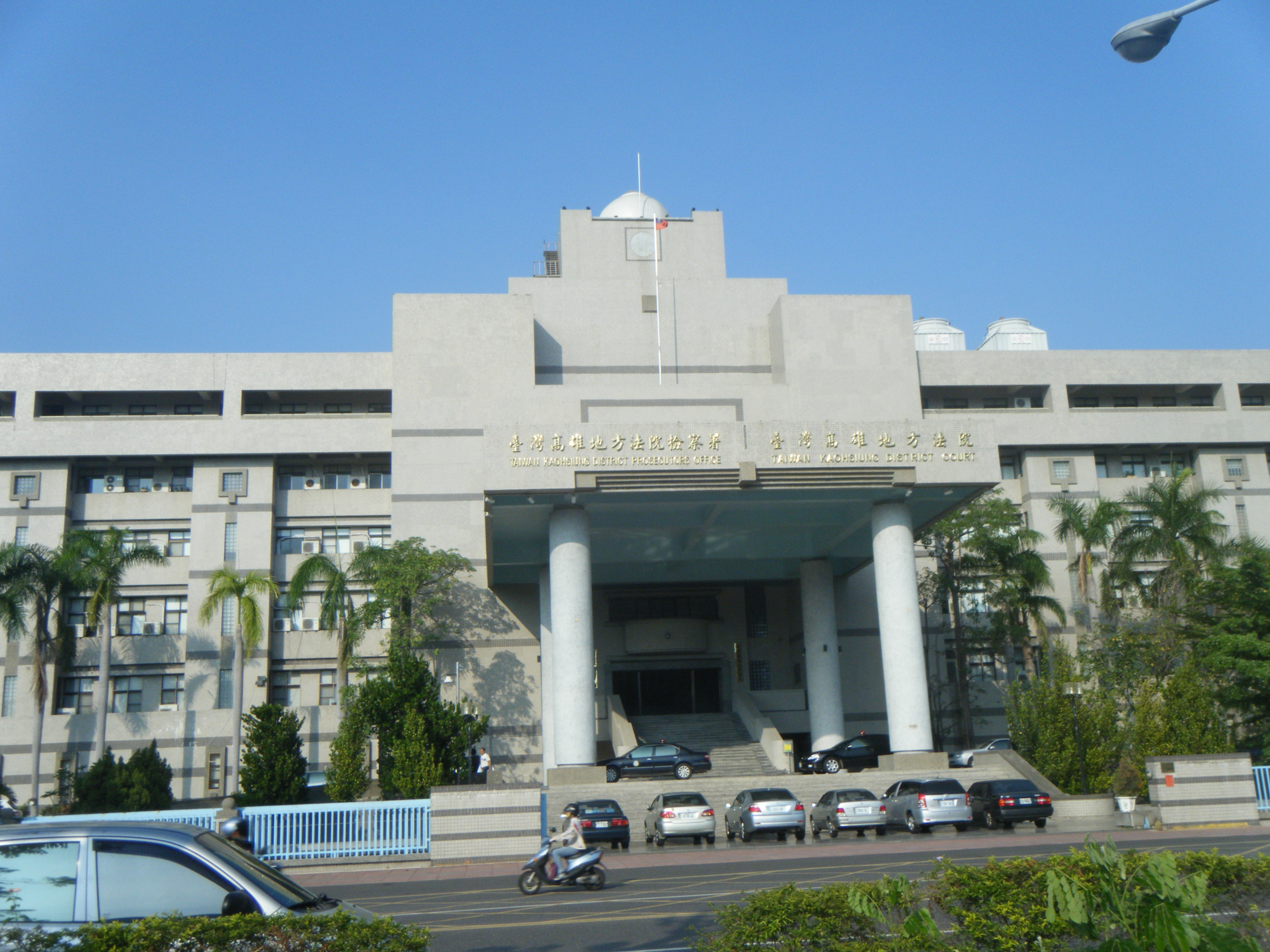
Tòa án Cao Hùng, Đài Loan
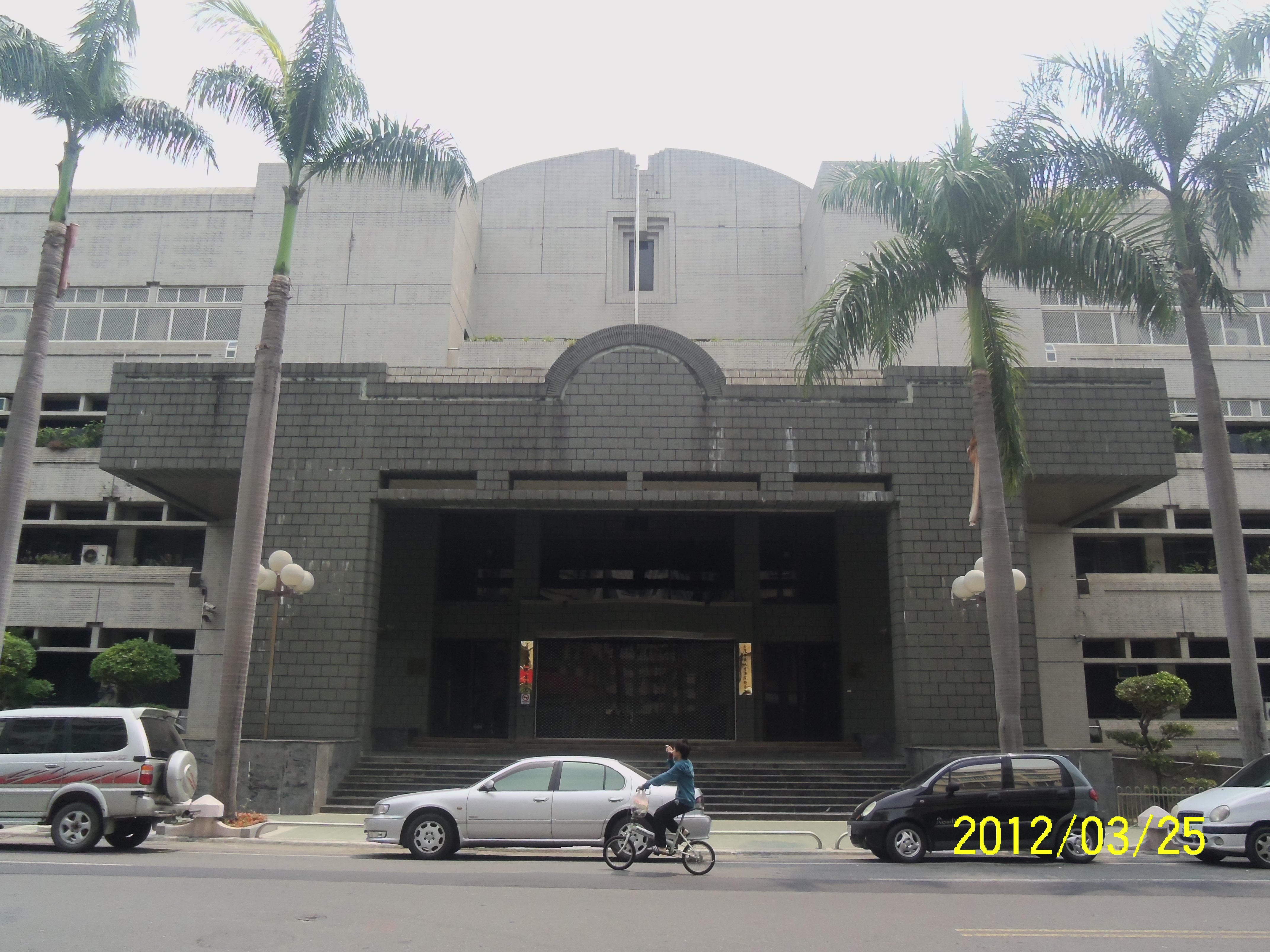
Tòa án Bình Đông, Đài Loan
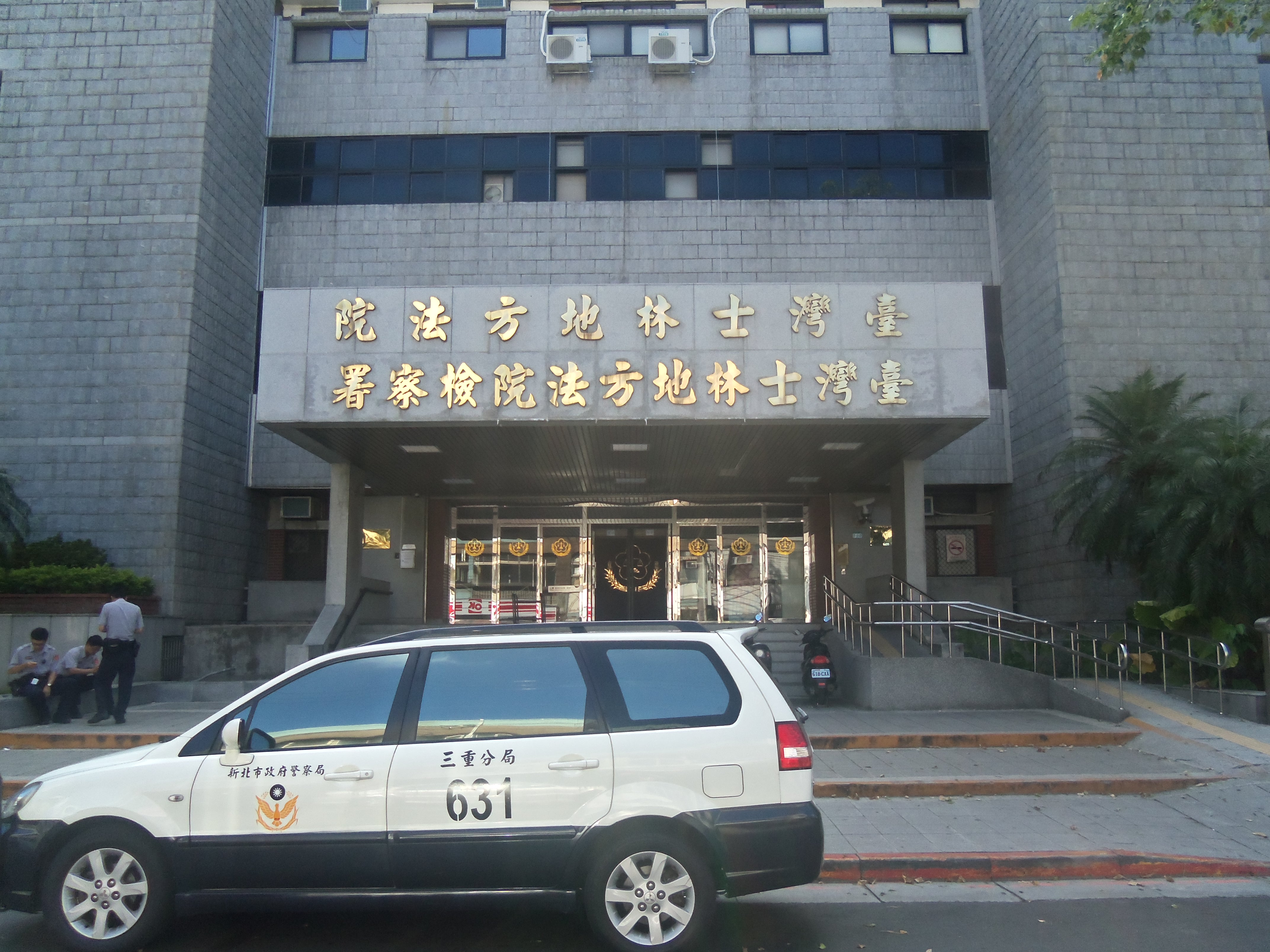
Tòa án Văn Lâm, Đài Loan
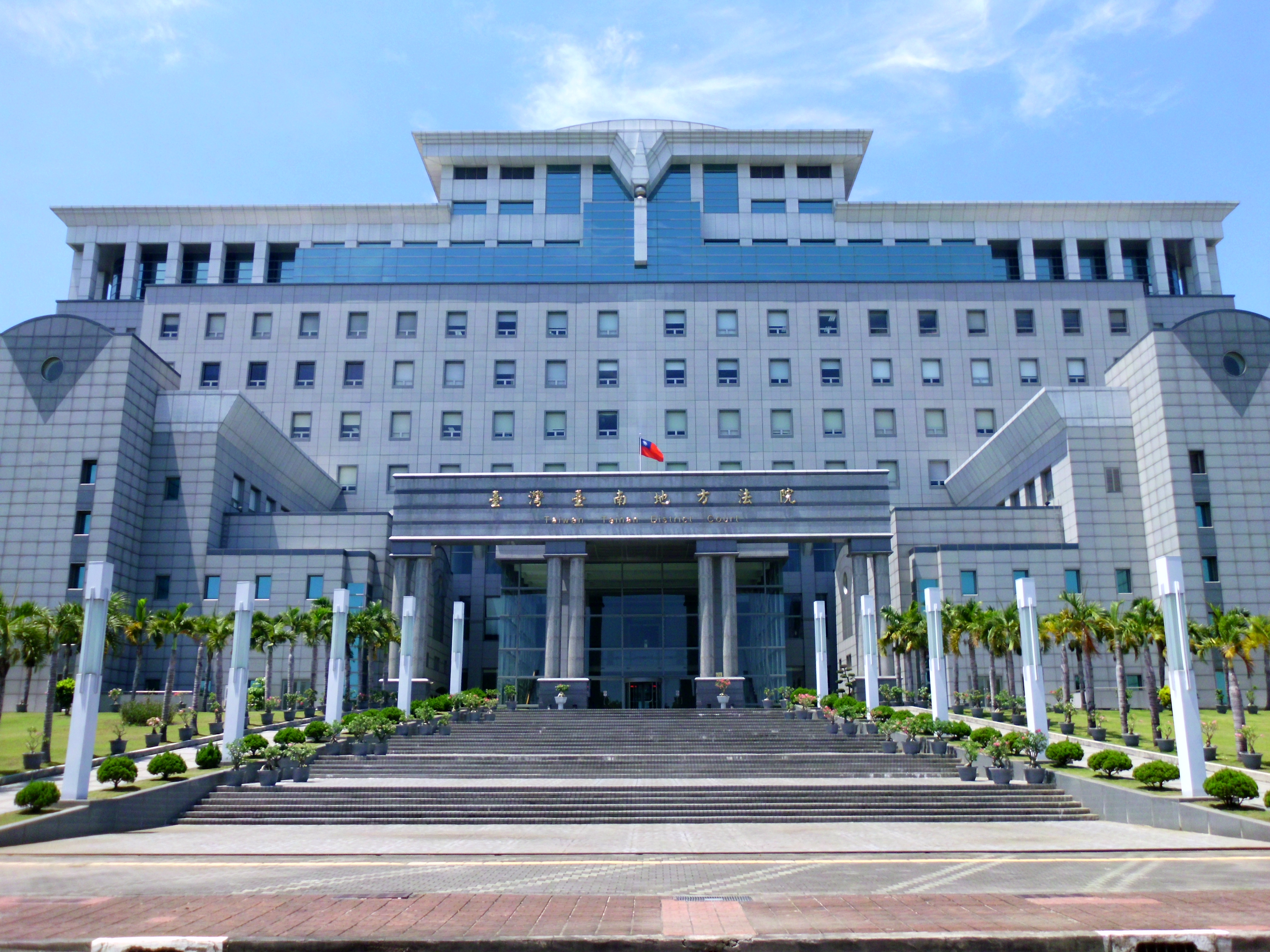
Tòa án Đài Nam, Đài Loan
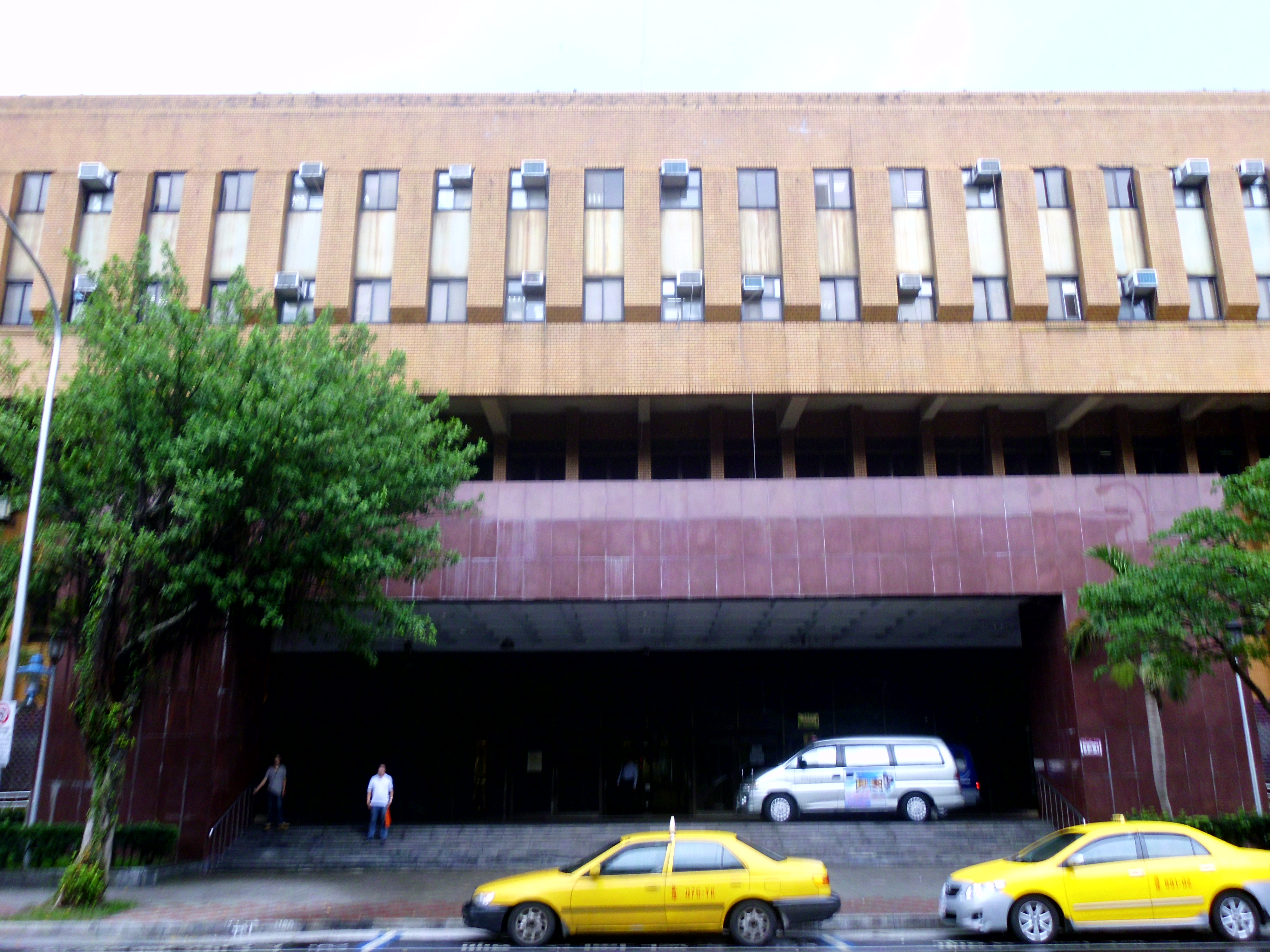
Tòa án Đài Bắc, Đài Loan
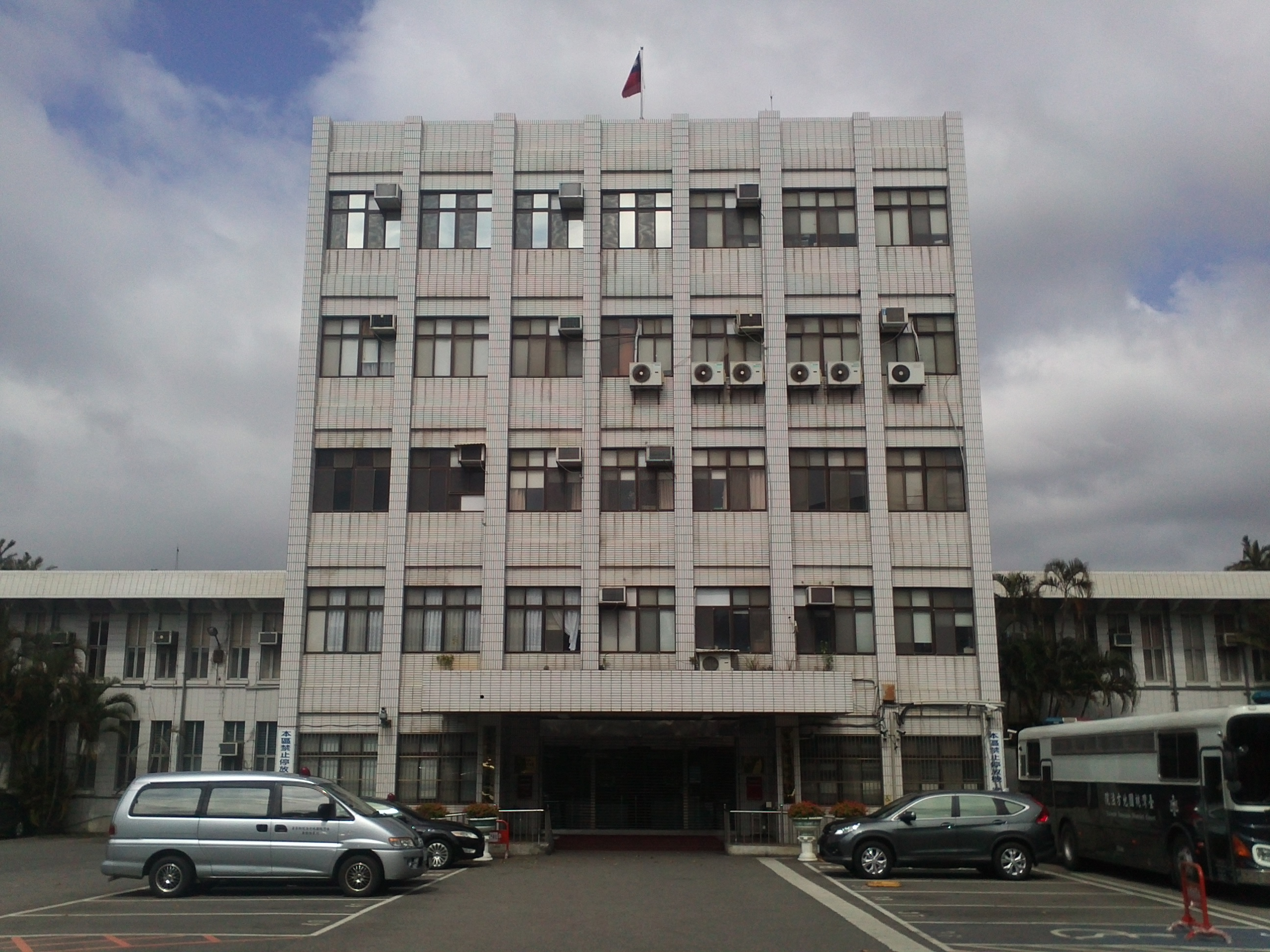
Tòa án Thái Nguyên, Đài Loan
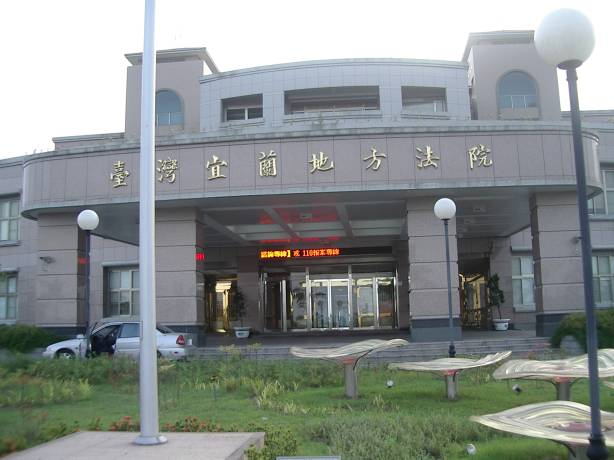
Tòa án Nghi Lan, Đài Loan